# غينارو رودريغيز
غينارو رودريغيز (بالإسبانية: Genaro Rodríguez Serrano)‏ هو لاعب كرة قدم إسباني في مركز الدفاع، ولد في 23 مارس 1998 في جرينة (إشبيلية) في إسبانيا. لعب مع Sevilla FC C ‏.

## وصلات خارجية
- غينارو رودريغيز على موقع قاعدة بيانات كرة القدم.إي يو (الإنجليزية)
- غينارو رودريغيز على موقع Soccerway.com (الإنجليزية)